# The Voice (emisiune)
The Voice este o franciză internațională de concursuri TV reality de interpretare vocală. Ea se bazează pe competiția The Voice of Holland, creată în 2010 de producătorul olandez de televiziune John de Mol. Multe alte țări au adaptat formatul și au început în 2011 să-și difuzeze propriile versiuni; formatul este licențiat la nivel internațional de compania olandeză Talpa Media Group. Formatul rivalizează cu Idols, Rising Star și The X Factor.

## Istoric
John de Mol, creatorul formatului Big Brother, a creat conceptul The Voice împreună cu cântărețul olandez Roel van Velzen. Emisiunea se distinge de formate precum The X Factor și Idols, concentrându-se în special pe interpretarea vocală și abilitățile artistice ale concurenților.
The Voice of Holland a avut premiera pe 17 septembrie 2010 la RTL 4, cu Angela Groothuizen, Roel van Velzen, Nick & Simon și Jeroen van der Boom ca mentori/jurați (numiți „antrenori” de către emisiune). Talent show-ul s-a dovedit a fi un succes instant pe piața din Țările de Jos.
Formatul a fost vândut, mai târziu, și altor țări și adaptat și în variante pentru copii (The Voice Kids).

## Format
Concurenții sunt oameni simpli aspiranți la o carieră muzicală, selectați pe baza unor audiții publice. Formatul competiției cuprinde 3 sau 4 etape.

### „Audiții pe nevăzute” („Blind auditions”)
Prima etapă este audiția pe nevăzute, în care cei trei sau patru antrenori (muzicieni celebri în țara respectivă) îi ascultă pe concurenți fără să-i vadă, întorcându-și scaunele cu fața la ei numai dacă îi doresc în echipa lor. Dacă mai mulți antrenori își întorc scaunul, artistul îl alege pe cel cu care vrea să lucreze. Audițiile pe nevăzute iau sfârșit atunci când fiecare antrenor are un număr fix de artiști, stabilit la începutul sezonului. Spre exemplu, în România, antrenorii formează echipe de câte 14 concurenți (12 în sezonul 1). Antrenorii se vor dedica îndrumării cântăreților lor, dându-le sfaturi și dezvăluindu-le secretele succesului lor.

### „Confruntări” („Battles”)
Competiția intră apoi în etapa confruntărilor, în care antrenorii își asociază concurenții în perechi care vor cânta în duet, în fața unui studio cu public. La finalul fiecărei interpretări, antrenorul trebuie să aleagă din perechea respectivă concurentul care rămâne în competiție. În unele țări, în lipsa unei decizii ferme, s-a apelat și la aruncarea unei monezi.

#### Variațiuni
- Unele versiuni ale formatului acordă celorlalți antrenori șansa de a salva concurentul pierzător de la eliminare, preluându-l („furându-l”) în propria echipă. Numărul de concurenți pe care fiecare antrenor îi poate „fura” este limitat — de obicei, unul sau doi.
- Unele versiuni au o probă în plus la finalul etapei confruntărilor, numită „Cântecul decisiv” („The sing-off”), în care fiecare antrenor alege doi concurenți care să cânte câte o piesă solo. Unul dintre concurenți este eliminat la final, iar câștigătorul și concurenții care nu au fost nominalizați continuă în etapa următoare.
- În unele versiuni, etapa confruntărilor are și o a doua rundă, în care concurenții rămași formează noi perechi, iar echipele se înjumătățesc din nou.
- De obicei, la variantele pentru copii, antrenorul pregătește triouri, nu duete.

### „Knockouturi” („Knockouts”)
Următoarea etapă, knockouturile, este prezentă numai în unele versiuni ale show-ului. Antrenorii își împart concurenții în grupe de câte 2 sau 3 concurenți, în funcție de versiune. Fiecare concurent interpretează, singur, câte o piesă, iar antrenorul alege numai unul singur care să meargă mai departe.

#### Variațiuni
- În unele versiuni, antrenorii au, din nou, dreptul de a salva un număr limitat de concurenți de la eliminare, la fel ca la confruntări.

### „Spectacole live” („Live shows”)
Cei mai puternici concurenți, ajung, astfel, în ultima etapă — cea a spectacolelor live — în care concurenții interpretează, în direct, cântece în fața publicului din studio și a telespectatorilor. Telespectatorii își pot vota favoriții prin SMS, apeluri telefonice, aplicația oficială sau descărcări pe iTunes. Modalitățile de votare pot varia de la țară la țară.
Eliminările se pot face în moduri diferite, în funcție de versiune. De regulă, un concurent e salvat de public, iar celălalt de antrenor.

#### Variațiuni
- Numărul de concurenți salvați de public/antrenor poate varia. De exemplu, publicul ar putea salva 2 concurenți, iar antrenorul 0.
- Doi sau trei dintre concurenți ar putea intra la proba „Cântecului decisiv” („The sing-off” sau „Instant save”), interpretând câte o piesă. Decizia eliminării poate aparține publicului sau antrenorului.
- Dacă numărul de concurenți este mare, atunci ei pot fi împărțiți în jumătăți la fiecare episod (fie concurează jumătate dintre echipe, fie jumătate dintre concurenții din fiecare echipă).
- Penultimul spectacol live este deseori numit „semifinală”, iar decizia se poate lua în mai multe moduri:
  - La fiecare echipă, procentele votului public sunt adăugate la procentele preferințelor antrenorului, iar câștigătorul se califică în finală.
  - Antrenorii se provoacă la „dueluri încrucișate” (la care participă 2 concurenți din echipe diferite), iar câștigătorii fiecărui duel, aleși exclusiv de public, se califică în finală. Astfel, unii antrenori și-ar putea pierde toți concurenții înainte de finală.
- În unele versiuni, s-a adoptat un algoritm similar cu cele de la Idols și The X Factor, adică sunt eliminați cei mai puțin votați concurenți la fiecare episod, iar unii antrenori și-ar putea pierde toți concurenții înainte de finală.

#### Finala
În ultimul spectacol live, finala, publicul are întotdeauna putere exclusivă de decizie, adică favoritul publicului câștigă competiția și marele premiu — o sumă de bani și un contract cu o casă de discuri. În majoritatea țărilor, casa de discuri asociată concursului este Universal Music Group.

### Participarea publicului
Una dintre caracteristicile importante ale emisiunii este fenomenul second screen, realizat prin participarea publicului pe rețelele sociale, unde pot lăsa comentarii ce ar putea fi afișate la TV, și/sau pe aplicația oficială, unde pot vota, participa la jocuri live și primi informații suplimentare despre concurs. În Statele Unite, publicul poate vota și prin cumpărarea de versiuni de studio ale interpretărilor concurenților pe iTunes.

## Versiuni
În total, 297 de artiști au câștigat The Voice, un concurs de cântat adaptat în 62 de regiuni. Fiecărui câștigător i se acordă un contract cu o casă de discuri, un premiu financiar și titlul de „Vocea” acelei țări/regiuni/națiuni.
În momentul de față, există 297 de câștigători ai formatului, primul fiind Ben Saunders (de la varianta din Țările de Jos)  cel  recent fiind Bogdan Ioan (de la Vocea României).
     Are propria versiune de The Voice
     Are propria versiune de The Voice și The Voice Kids
     Ia parte la o versiune regională/multinațională de The Voice
     Ia parte la versiuni regionale/multinaționale de The Voice și The Voice Kids

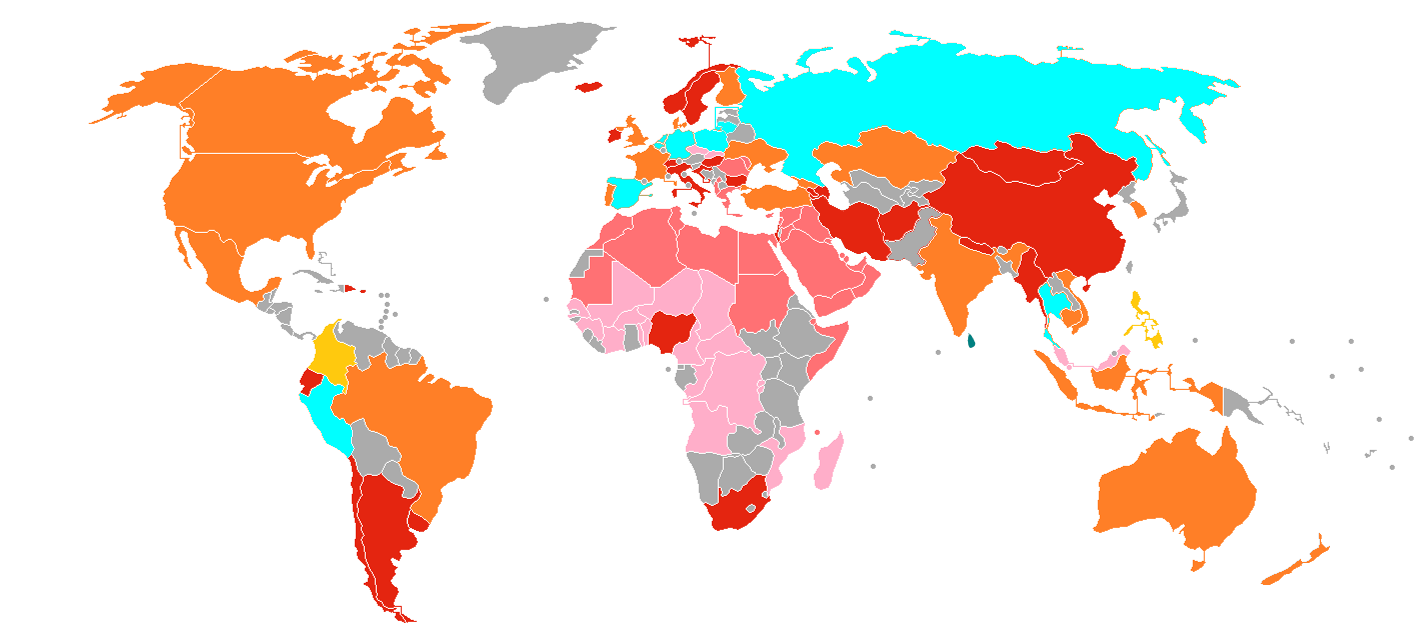
Regiuni în care s-a adaptat formatul The Voice:
Are propria versiune de The Voice
Are propria versiune de The Voice și The Voice Kids
Ia parte la o versiune regională/multinațională de The Voice
Ia parte la versiuni regionale/multinaționale de The Voice și The Voice Kids

     Regiune/Țară cu un sezon în desfășurare
     Regiune/Țară cu un sezon viitor confirmat
     Regiune/Țară în care nu se mai difuzează formatul
| \| Cuprins \| \| ----------------------------------------------------------------------------------------------------------------------------------------------------------------------------------------------------------------------------------------------------------------------------------------------------------------------------------------------------------------------------------------------------------------------------------------------------------------------------------------------------------------------------------------------------------------------------------------------------------------------------------------------------------------------------------------------------------------------------------------------------------------------------------------------------------------- \| \| - AFG - RSA - AFR - ALB - ALG - AND - ANG - ATG - KSA - ARG - ARM - AUS - AZE - BAH - BHR - BAR - BEL-VLG - BEL-WAL - BEN - BRA - BUL - BFA - BDI - CAM - CMR - CAN - CAN-QUE - CZE - CAF - CHI - CHN - CHA - CYP - CIV - COL - COM - CGO - COD - KOR - CRC - CRO - DEN - DJI - ECU - EGY - SLV - SUI - UAE - PHI - FIN - FRA - GAB - GEO - GER - GRE - GUA - GUI - HON - IND - IDN - JOR - IRQ - IRL - ISL - ISR - ITA - JAM - KAZ - KOS - KUW - LIB - LBY - LTU - ARB - LUX - MKD - MAD - MAS - MLI - MAR - MTN - MEX - MDA - MON - MGL - MOZ - MYA - NCA - NIG - NGA - NOR - NZL - OMA - PAK - PAN - PAR - PER - POL - POR - QAT - GBR - ROU - RUS - RWA - SMR - SEN - SKN - VIN - SIN - SYR - SVK - SLO - SOM - ESP - USA - SDN - SWE - THA - TOG - TTO - TUN - TUR - NED - UKR - HUN - VAT - VEN - VIE - YEM \| | | | | | |
| Regiune/Țară | Titlu Local | Post TV | Câștigători | Antrenori | Prezentatori |
| Afganistan | آواز افغانستان Vocea Afganistanului | Tolo TV sit web Arhivat în 28 mai 2013, la Wayback Machine.                                                                  | - Sezonul 1, 2013: Jawed Yosufi - Sezonul 2, 2014: Najibullah Shirzad | - Qais Ulfat (1–2) - Nazir Khara (1–2) - Obaid Juenda (1–2) - Aryana Sayeed (1) - Fereshta Samah (2) | - Ahmad Popal (1) - Omid Nezami (2) - Khadija (în culise, 1–2) |
| Africa de Sud | The Voice South Africa Vocea Africa de Sud | M-Net[A] sit web[nefuncțională – arhivă]                                                                                     | - Sezonul 1, 2016: Richard Stirton - Sezonul 2, 2017: Craig Lucas - Sezonul 3, 2018: Sezon viitor | - Lira - Karen Zoid - Kahn Morbee - Bobby van Jaarsveld | - Lungile Radu - Stacey Norman (în culise) |
| Africa francofonă Benin Burkina Faso Burundi Camerun Ciad Coasta de Fildeș Congo Gabon Guineea Madagascar Mali Niger Republica Centrafricană Republica Democrată Congo Rwanda Senegal Togo | The Voice Afrique Francophone Vocea Africa Francofonă | Voxafrica sit web | - Sezonul 1, 2016–17: Pamela Baketana - Sezonul 2, 2017–18: Sezon curent | - A'salfo - Singuila - Lokua Kanza - Charlotte Dipanda | - Claudy Siar |
| Albania · Kosovo | The Voice of Albania[B] Vocea Albaniei | Top Channel sit web Arhivat în 13 mai 2013, la Wayback Machine.                                                              | - Sezonul 1, 2011–12: Rina Bilurdagu - Sezonul 2, 2012–13: Venera Lumani - Sezonul 3, 2013–14: Florent Abrashi - Sezonul 4, 2014–15: Aslaidon Zaimaj - Sezonul 5, 2016: Tiri Gjoci - Sezonul 6, 2017: Klinti Çollaku | În prezent - Alban Skënderaj (6–) - Besa Kokëdhima (6–) - Rona Nishliu (6–) - Xuxi (6–) În trecut - Alma Bektashi (1–5) - Sidrit Bejleri (1–5) - Elton Deda (1–3) - Miriam Cani (1–2) - Aurela Gaçe (3) - Elsa Lila (4) - Genc Salihu (4–5) - Jonida Maliqi (5) | - Ledion Liço |
| Albania · Kosovo | The Voice Kids Vocea Junior | Top Channel sit web Arhivat în 13 mai 2013, la Wayback Machine.                                                              | - Sezonul 1, 2013: Rita Thaçi - Sezonul 2, 2018: Denis Bonjaku - Sezonul 3, 2019: Sezon viitor | În prezent - Miriam Cani (2–) - Aleksandër și Renis Gjoka (2–) - Arilena Ara (3–) În trecut - Alma Bektashi (1) - Elton Deda (1) - Altin Goci (1) - Eneda Tarifa (2) | În prezent - Dojna Mema (3–) În trecut - Xhemi Shehu (1) - Ledion Liço (2) |
| Angola · Mozambic | The Voice Angola[C] Vocea Angola | Dstv sit web[nefuncțională]                                                                                                  | - Sezonul 1, 2015–16: Mariedne Feliciano - Sezonul 2, 2018: Sezon viitor | - Dji Tafinha - Paulo Flores - Yola Semedo - Walter Ananaz | - Dinamene Cruz - Weza Solange (în culise) |
| Argentina | La Voz... Argentina Vocea... Argentina | Telefe sit web | - Sezonul 1, 2012: Gustavo Corvalán - Sezonul 2, 2018: Sezon viitor | - Axel - Miranda! - Soledad Pastorutti - José Luis Rodríguez González | - Marley - Luli Fernández (în culise) |
| Armenia | Հայաստանի ձայնը Haiastani Dzaină Vocea Armeniei | Armenia TV sit web Arhivat în 4 septembrie 2012, la Wayback Machine.                                                         | - Sezonul 1, 2012–13: Mașa Mndjoian - Sezonul 2, 2013: Ana Hancealian - Sezonul 3, 2014: Raisa Avanessian - Sezonul 4, 2017–18: Sezon curent | În prezent - Sofi Mheian (1, 4–) - Aramé (4–) - Nune Iesaian (4–) - Sevak Hanaghian (4–) În trecut - Tata Simonian (1) - Sona (1, 3) - Arto Tunçboyacıyan (1) - Kristiné Pepelian (2) - Mikael Pogosian (2) - Șușan Petrosian (2) - Hayko (2–3) - Armen Martirosian (3) - Eva Rivas (3) | În prezent - Ara Kazarian (4–) - Nazeni Hovhannisian (1–3; în culise, 4–) În trecut - Rafael Gazarian (1–3) - Hakob Hakobian (în culise, 1–3) - Hraci Muradian (în culise, 1–3) |
| Australia · Noua Zeelandă | The Voice Vocea | Nine Network sit web | - Sezonul 1, 2012: Karise Eden - Sezonul 2, 2013: Harrison Craig - Sezonul 3, 2014: Anja Nissen - Sezonul 4, 2015: Ellie Drennan - Sezonul 5, 2016: Alfie Arcuri - Sezonul 6, 2017: Judah Kelly - Sezonul 7, 2018: Sezon viitor | În prezent - Delta Goodrem (1–2, 4–) - Boy George (6–) - Kelly Rowland (6–) - Joe Jonas (7–) În trecut - Keith Urban (1) - will.i.am (3) - Kylie Minogue (3) - Ricky Martin (2–4) - Jessie J (4–5) - Joel și Benji Madden (duo[D], 4–5) - Joel Madden (solo[D], 1–3) - Ronan Keating (5) - Seal (1–2, 6) | În prezent - Sonia Kruger (4–) În trecut - Darren McMullen (1–4) - Faustina Agolley (în culise, 1–2) |
| Australia · Noua Zeelandă | The Voice Kids Vocea Junior | Nine Network sit web | - Sezonul 1, 2014: Alexa Curtis | - Mel B - Delta Goodrem - Joel și Benji Madden | - Darren McMullen - Prinnie Stevens (în culise) |
| Azerbaidjan | Səs Azərbaycan Vocea Azerbaidjan | AzTV sit web Arhivat în 3 octombrie 2015, la Wayback Machine.                                                                | - Sezonul 1, 2015–16: Emiliya Yaqubova - Sezonul 2, 2017–18: Sezon viitor | - Faiq Ağayev - Mübariz Tağıyev - Tünzalə Ağayeva - Manana Caparidze | - Tural Asadov |
| Belgia · ( Flandra) | The Voice van Vlaanderen (olandeză) Vocea Flandrei | vtm sit web | - Sezonul 1, 2011–12: Glenn Claes - Sezonul 2, 2013: Paulien Mathues - Sezonul 3, 2014: Tom de Man - Sezonul 4, 2016: Lola Obasuyi - Sezonul 5, 2017: Sezon curent | În prezent - Koen Wauters - Natalia Druyts (1–2, 4–) - Bart Peeters (4–) - Alex Callier (1–2, 5–) În trecut - Jasper Steverlinck (1–2) - Axelle Red (3) - Regi Penxten (3) - Bent van Looy (3–4) | În prezent - Ann Lemmens - Sean D'hondt (în culise, 1–3, 5–) În trecut - Sam De Bruyn (în culise, 4) |
| Belgia · ( Flandra) | The Voice Kids (olandeză) Vocea Junior | vtm sit web | - Sezonul 1, 2014: Mentissa Aziza - Sezonul 2, 2015–16: Jens Dolleslagers - Sezonul 3, 2017: Katarina Pohlodkova - Sezonul 4, 2018: Sezon viitor | În prezent - Sean D'hondt - Natalia Druyts - Slongs Dievanongs (2–) În trecut - Regi Penxten (1) | - Kürt Rogiers - An Lemmens |
| Belgia · ( Valonia) | The Voice Belgique (franceză) Vocea Belgia | La Une VivaCité sit web | - Sezonul 1, 2011–12: Roberto Bellarosa - Sezonul 2, 2013: David Madi - Sezonul 3, 2014: Laurent Pagna - Sezonul 4, 2015: Florent Brack - Sezonul 5, 2016: Laura Cartesiani - Sezonul 6, 2017: Théophile Rénier - Sezonul 7, 2018: Sezon viitor | În prezent - Beverly Jo Scott - Vitaa (7–) - Matthew Irons (7–) - Slimane Nebchi (7–) În trecut - Lio (1) - Joshua (1) - Natasha St-Pier (2–3) - Bastian Baker (3) - Jali (4) - Chimène Badi (4) - Stanislas (4–5) - Cats on Trees (5) - Quentin Mosimann (1–2, 5–6) - Marc Pinilla (2–3, 6) - Bigflo & Oli (6) | În prezent - Maureen Louys În trecut - Adrien Devyver (în culise, 1–3) - Walid (în culise, 4–6) |
| Brazilia | The Voice Brasil Vocea Brazilia | Rede Globo sit web | - Sezonul 1, 2012: Ellen Oléria - Sezonul 2, 2013: Sam Alves - Sezonul 3, 2014: Danilo Reis și Rafael - Sezonul 4, 2015: Renato Vianna - Sezonul 5, 2016: Mylena Jardim - Sezonul 6, 2017: Sezon curent | În prezent - Lulu Santos - Carlinhos Brown - Michel Teló (4–) - Ivete Sangalo (6–) În trecut - José Daniel Camillo (1–3) - Claudia Leitte (1–5) | În prezent - Tiago Leifert - Mariana Rios (în culise, 5–) În trecut - Miá Mello (în culise, 2) - Fernanda Souza (în culise, 3) - Daniele Suzuki (în culise, 1, 4) |
| Brazilia | The Voice Kids Vocea Junior | Rede Globo sit web | - Sezonul 1, 2016: Wagner Barreto - Sezonul 2, 2017: Thomas Machado - Sezonul 3, 2018: Sezon viitor | În prezent - Carlinhos Brown - Claudia Leitte (3–) - Simone & Simaria (3–) În trecut - Ivete Sangalo (1–2) - Victor & Leo (1–2) | În prezent - André Marques (2–) - Thalita Rebouças (în culise, 2–) În trecut - Tiago Leifert (1) - Kika Martinez (în culise, 1) |
| Bulgaria | Гласът на България Glasăt na Bălgaria Vocea Bulgariei | bTV sit web | - Sezonul 1, 2011: Steliana Hristova - Sezonul 2, 2013: Ivailo Donkov - Sezonul 3, 2014: Kristina Ivanova - Sezonul 4, 2017: Radko Petkov - Sezonul 5, 2018: Nia Petrova - Sezonul 6, 2019: Atanas Kateliev - Sezonul 7, 2020: Georgi Shopov - Sezonul 8, 2021: Sezon viitor | În prezent - Ivan Lecev (4–) - Galena (8–) - Dara (8–) - Lubo Kirov (8–) În trecut - Miroslav Kostadinov (1–3) - Ivana (1) - Mariana Popova (1) - Kiril Maricikov (1) - Preslava (2) - Iordan Karadjov (2) - Viktoria Terziiska (2) - Desi Slava (3) - Atanas Penev (3) - Orlin Goranov (3) - Poli Ghenova (4–5) - Kamelia (4–7) - Vladimir Ampov (4–7) - Mihaela Fileva (6–7)                                                                    | În prezent - Ivan Tishev În trecut - Marten Roberto (1–3) - Viktoria Terziiska (1, 3) - Iana Marinova (2) - Pavell (4–7) - Venți Venț (4–7) |
| Cambodgia | The Voice Cambodia Vocea Cambodgia | Hang Meas HDTV sit web | - Sezonul 1, 2014: Buth Seiha - Sezonul 2, 2016: Thel Thai - Sezonul 3, 2018: Sezon viitor | - Pich Sophea - Nop Bayyareth - Aok Sokunkanha - Chhorn Sovannareach | - Chea Vibol - Chan Keonimol |
| Cambodgia | The Voice Kids Vocea Junior | Hang Meas HDTV sit web | - Sezonul 1, 2017: Pich Thai - Sezonul 2, 2018: Sezon viitor | - Sokun Nisa - Preap Sovath - Aok Sokunkanha | - Chea Vibol |
| Canada · ( Québec) | La Voix[E] (franceză) Vocea | TVA sit web[nefuncțională]                                                                                                   | - Sezonul 1, 2013: Valérie Carpentier - Sezonul 2, 2014: Yoan Garneau - Sezonul 3, 2015: Kevin Bazinet - Sezonul 4, 2016: Stéphanie St-Jean - Sezonul 5, 2017: Ludovick Bourgeois - Sezonul 6, 2018: Sezon viitor | În prezent - Éric Lapointe (2–) - Garou (6–) - Lara Fabian (6–) - Alex Nevsky (6–) În trecut - Marc Dupré (1–5) - Marie-Mai (1) - Jean-Pierre Ferland (1) - Ariane Moffatt (1, 4) - Louis-Jean Cormier (2) - Isabelle Boulay (2–3, 5) - Pierre Lapointe (3–5) | - Charles Lafortune |
| Canada · ( Québec) | La Voix Junior (franceză) Vocea Junior | TVA sit web[nefuncțională]                                                                                                   | - Sezonul 1, 2016: Charles Kardos - Sezonul 2, 2017: Sidney Lallier - Sezonul 3, 2018: Sezon viitor | - Marie-Mai - Marc Dupré - Alex Nevsky | - Charles Lafortune |
| Cehia · Slovacia | Hlas Česko Slovenska Vocea Cehiei și a Slovaciei | TV Nova sit web Arhivat în 7 august 2014, la Wayback Machine. Markíza sit web Arhivat în 11 martie 2012, la Wayback Machine. | - Sezonul 1, 2012: Ivanna Bagová - Sezonul 2, 2014: Lenka Hrůzová | - Rytmus (1) - Dara Rolins (solo, 1) - Josef Vojtek - Michal David - Majk Spirit (2) - Dara Rolins și Marta Jandová (duo, 2) | - Leoš Mareš - Tina (în culise) |
| Chile | The Voice Chile Vocea Chile | Canal 13 sit web | - Sezonul 1, 2015: Luis Pedraza - Sezonul 2, 2016: Javiera Flores - Sezonul 3, 2018: Sezon viitor | În prezent - Nicole - Luis Fonsi - Álvaro López - Ana Torroja (2–) În trecut - Franco Simone (1) | - Sergio Lagos - Jean Philippe Cretton |
| China | The Voice of China – 中国好声音[F] (mandarină) The Voice of China – Zhōngguó Hǎo shēngyīn Vocea Chinei – Cea mai bună voce a Chinei                           | În prezent - Beijing TV (5–) În trecut - Zhejiang TV (1–4) sit web                                                           | - Sezonul 1, 2012: Liang Bo - Sezonul 2, 2013: Li Qi - Sezonul 3, 2014: Zhang Bichen - Sezonul 4, 2015: Zhang Lei - Sezonul 5, 2018: Sezon viitor | În prezent - Yang Kun (1, 3, 5–) - Han Hong (5–) În trecut - Liu Huan (1) - Harlem Yu (1–2, 4) - A-mei (2) - Wang Feng (2–4) - Chyi Chin (3) - Na Ying (1–4) - Jay Chou (4) | - Hua Shao |
| China | يىپەك يولى ساداسى – 丝绸之路好声音 (uigură) Vocea Drumului Mătăsii – Cea mai bună voce a Drumului Mătăsii                                                     | Xinjiang TV sit web Arhivat în 15 decembrie 2018, la Wayback Machine.                                                        | - Sezonul 1, 2014–15: Yüsüpjan Mijit - Sezonul 2, 2016: Kamil Jilil - Sezonul 3, 2017: Sezon curent | În prezent - Nurnisa Abbas - Abdulla Abdurehim - Dilxat Rayidin (2–) - Senever Tursun (3–) În trecut - Arken Abdulla (1) - Mahmud Sulayman (1) - Adile Sidiq (2) | În prezent - Umut Tursun (2–) În trecut - Nijat Weli Yaqup (1) |
| Columbia · Panama · Venezuela | La Voz Colombia Vocea Columbia | Caracol Televisión sit web                                                                                                   | - Sezonul 1, 2012: Miranda Cardona - Sezonul 2, 2013: Camilo Martínez | - Fanny Lú - Andrés Cepeda - Ricardo Montaner - Carlos Vives (1) - Gilberto Santa Rosa (2) | - Linda Palma - Alejandro Palacio - Carlos Ponce (1) - Diego Saenz (în culise) |
| Columbia · Panama · Venezuela | La Voz Kids Vocea Junior | Caracol Televisión sit web                                                                                                   | - Sezonul 1, 2014: Ivanna García - Sezonul 2, 2015: Luis Mario Torres - Sezonul 3, 2018: Sezon viitor | - Maluma - Fanny Lú - Andrés Cepeda | - Linda Palma - Alejandro Palacio |
| Columbia · Panama · Venezuela | La Voz Teens Vocea Adolescenți | Caracol Televisión sit web                                                                                                   | - Sezonul 1, 2016: Caliope - Sezonul 2, 2018: Sezon viitor | - Gusi - Gloria Martínez - Andrés Cepeda | - Laura Tobon - Karen Martínez - Catalina Uribe (în culise) |
| Coreea de Sud | The Voice of Korea Vocea Coreei | Mnet[A] sit web Arhivat în 2 septembrie 2012, la Wayback Machine.                                                            | - Sezonul 1, 2012: Son Seung-yeon - Sezonul 2, 2013: Lee Ye-jun | - Gil - Kangta - Baek Ji-young - Shin Seung-hun | - Kim Jin-pyo - Park Ji-yoon (în culise) |
| Coreea de Sud | The Voice Kids Vocea Junior | Mnet[A] sit web Arhivat în 2 septembrie 2012, la Wayback Machine.                                                            | - Sezonul 1, 2013: Kim Myung-ju | - Yoon Sang - Seo In-young - Yang Yo-seop | - Jun Hyun-moo |
| Croația | The Voice – Najljepši glas Hrvatske Vocea – Cea mai frumoasă voce a Croației                                                                                  | HRT 1 sit web | - Sezonul 1, 2015: Nina Kraljić - Sezonul 2, 2016: Ruža Janjiš - Sezonul 3, 2018: Sezon viitor | - Ivan Dečak - Indira Levak - Tony Cetinski - Jacques Houdek | - Iva Šulentić - Ivan Vukušić |
| Danemarca | Voice – Danmarks største stemme Voce – Cea mai mare voce a Danemarcei                                                                                         | TV 2 sit web | - Sezonul 1, 2011–12: Kim Wagner - Sezonul 2, 2012: Emilie Paevatalu | - L.O.C. - Sharin Foo - Lene Nystrøm - Steen Jørgensen (1) - Xander Linnet (2) | - Morten Resen (1) - Felix Smith (2) - Sigurd Kongshøj Larsen (în culise, 1) |
| Danemarca | Voice Junior Voce Junior | TV 2 sit web | - Sezonul 1, 2014: Melina - Sezonul 2, 2014: Aland - Sezonul 3, 2015: Isabel - Sezonul 4, 2016: Oliver - Sezonul 5, 2017: Dafne - Sezonul 6, 2018: Sezon viitor | - Oh Land - Wafande - Joey Moe | În prezent - Mikkel Kryger - Stephania Potalivo (5–) În trecut - Emilie Paevatalu (1–2) - Amelia Høy (3–4) |
| Ecuador | La Voz Ecuador Vocea Ecuador | Teleamazonas sit web Arhivat în 19 noiembrie 2016, la Wayback Machine.                                                       | - Sezonul 1, 2015: Gustavo Vicuña - Sezonul 2, 2016: Antonio Guerrero - Sezonul 3, 2018: Sezon viitor | În prezent - Daniel Betancourth - Vincentico (3–) - Chyno Miranda (3–) - Gabriela Villalba (3–) În trecut - Jerry Rivera (1) - Marta Sánchez (1) - Jorge Villamizar (1) - Américo (2) - Paty Cantú (2) - Joey Montana (2) | În prezent - Carlos Luís Andrade - Andrea Hurtado (2–) În trecut - Constanza Baez (1) |
| Elveția | The Voice of Switzerland Vocea Elveției | SRF 1 sit web | - Sezonul 1, 2013: Nicole Bernegger - Sezonul 2, 2014: Tiziana Gulino | - Stress - Marc Sway - Philipp Fankhauser - Stefanie Heinzmann | - Sven Epiney - Viola Tami (în culise) - Tanya König (în culise, 2) |
| Filipine | The Voice of the Philippines Vocea Filipinelor | ABS-CBN sit web | - Sezonul 1, 2013: Mitoy Yonting - Sezonul 2, 2014–15: Jason Dy | - apl.de.ap - Lea Salonga - Bamboo Mañalac - Sarah Geronimo | - Toni Gonzaga - Luis Manzano (2) - Alex Gonzaga (în culise) - Robi Domingo (în culise) |
| Filipine | The Voice Kids (1–3) Vocea Junior | ABS-CBN sit web | - Sezonul 1, 2014: Lyca Gairanod - Sezonul 2, 2015: Elha Nympha - Sezonul 3, 2016: Joshua Oliveros - Sezonul 4, 2018: Sezon viitor | În prezent - Lea Salonga - Bamboo Mañalac - Sharon Cuneta (3–) În trecut - Sarah Geronimo (1–2) | În prezent - Luis Manzano - Robi Domingo (în culise, 2–) - Kim Chiu (în culise, 3–) În trecut - Alex Gonzaga (în culise, 1) - Yeng Constantino (în culise, 2) |
| Filipine | The Voice Teens (4–) Vocea Adolescenți | ABS-CBN sit web | - Sezonul 1, 2017: Jona Marie Soquite - Sezonul 2, 2018: Sezon viitor | - Lea Salonga - Sharon Cuneta - Sarah Geronimo - Bamboo Mañalac | În prezent - Toni Gonzaga - Luis Manzano |
| Finlanda | The Voice of Finland Vocea Finlandei | Nelonen sit web | - Sezonul 1, 2011–12: Mikko Sipola - Sezonul 2, 2013: Antti Railio - Sezonul 3, 2014: Siru Airistola - Sezonul 4, 2015: Miia Kosunen - Sezonul 5, 2016: Suvi Åkerman - Sezonul 6, 2017: Saija Saarnisto - Sezonul 7, 2018: Sezon viitor | În prezent - Redrama (4–) - Olli Lindholm (4–) - Anna Puu (6–) - Toni Wirtanen (7–) În trecut - Lauri Tähkä (1–2) - Paula Koivuniemi (1–2) - Elastinen (1–3) - Mira Luoti (3) - Anne Mattila (3) - Tarja Turunen (4–5) - Michael Monroe (1–6) | În prezent - Heikki Paasonen (5–) În trecut - Kristiina Komulainen (în culise, 1) - Tea Khalifa (în culise, 2) - Jenni Alexandrova (în culise, 3–5) - Axl Smith (1–5) |
| Finlanda | The Voice Kids Vocea Junior | Nelonen sit web | - Sezonul 1, 2013: Molly Rosenström - Sezonul 2, 2014: Aino Morko | - Krista Siegfrids - Elastinen (1) - Mira Luoti (1) - Arttu Wiskari (2) - Diandra Flores (2) | - Axl Smith - Tea Khalifa |
| Franța · Luxemburg · Monaco | The Voice – la plus belle voix[G] Vocea – cea mai frumoasă voce                                                                                               | TF1 sit web Arhivat în 3 martie 2012, la Wayback Machine.                                                                    | - Sezonul 1, 2012: Stéphan Rizon - Sezonul 2, 2013: Yoann Fréget - Sezonul 3, 2014: Kendji Girac - Sezonul 4, 2015: Lilian Renaud - Sezonul 5, 2016: Slimane Nebchi - Sezonul 6, 2017: Lisandro Cuxi - Sezonul 7, 2018: Sezon viitor | În prezent - Florent Pagny - Mika (3–) - Zazie (4–) - Pascal Obispo (7–) În trecut - Louis Bertignac (1–2) - Jenifer (1–4) - Garou (1–3, 5) - Matt Pokora (6) | În prezent - Nikos Aliagas - Karine Ferri (în culise, 2–) În trecut - Virginie de Clausade (în culise, 1) |
| Franța · Luxemburg · Monaco | The Voice Kids Vocea Junior | TF1 sit web Arhivat în 3 martie 2012, la Wayback Machine.                                                                    | - Sezonul 1, 2014: Carla Georges - Sezonul 2, 2015: Jane Constance - Sezonul 3, 2016: Manuela Diaz - Sezonul 4, 2017: Angélina Nava - Sezonul 5, 2018: Sezon viitor | În prezent - Jenifer - Patrick Fiori (2–) - Soprano (5–) - Amel Bent (5–) În trecut - Garou (1) - Louis Bertignac (1–2) - Matt Pokora (3–4) | - Nikos Aliagas - Karine Ferri (în culise) |
| Georgia | În prezent - The Voice საქართველო (3–) The Voice Sakartvelo Vocea Georgia În trecut - ახალი ქართული ხმა (1–2) Ahali kartuli hma Noua voce a Georgiei          | Imedi TV sit web | - Sezonul 1, 2012–13: Salome Katamadze - Sezonul 2, 2013–14: Mariam Ceacihiani - Sezonul 3, 2015–16: Ghiorghi Nadibaidze - Sezonul 4, 2018: Sezon viitor | În prezent - Keti Topuria (3–) - Anri Djohadze (3–) - Nodiko Tatișvili (3–) - Nuța Șanșiașvili (3–) În trecut - Nino Ciheidze (1) - Merab Sepașvili (1) - Maia Darsmelidze și Stefan Mghebrișvili (duo, 1) - Dato Porcihidze (1–2) - Lela Țurțumia (2) - Maia Darsmelidze (solo, 2) - Stefan Mghebrișvili (solo, 2) | - Duta Shirtladze - Anna Imedașvili |
| Georgia | ახალი საბავშო ხმა Ahali sabavșvo hma Noile voci ale copiilor                                                                                                  | Imedi TV sit web | - Sezonul 1, 2013: Reziko Didebașvili | - Eka Kahiani - Dato Porcihidze - Stefan Mghebrișvili | - Samori Balde - Ruska Makașvili |
| Germania | The Voice of Germany Vocea Germaniei | ProSieben Sat.1 sit web | - Sezonul 1, 2011–12: Ivy Quainoo - Sezonul 2, 2013: Nick Howard - Sezonul 3, 2013: Andreas Kümmert - Sezonul 4, 2014: Charley Ann Schmutzler - Sezonul 5, 2015: Jamie-Lee Kriewitz - Sezonul 6, 2016: Tay Schmedtmann - Sezonul 7, 2017: Sezon curent | În prezent - Michi Beck și Smudo (4–) - Samu Haber (3–4, 6–) - Yvonne Catterfeld (6–) - Mark Forster (7–) În trecut - Xavier Naidoo (1–2) - The BossHoss (1–3) - Nena (1–3) - Max Herre (3) - Rea Garvey (1–2, 4–5) - Stefanie Kloss (4–5) - Andreas Bourani (5–6) | În prezent - Thore Schölermann (2–) - Lena Gercke (5–) În trecut - Stefan Gödde (1) - Doris Golpașin (în culise, 1–4) |
| Germania | The Voice Kids Vocea Junior | Sat.1 sit web | - Sezonul 1, 2013: Michèle Bircher - Sezonul 2, 2014: Danyiom Mesmer - Sezonul 3, 2015: Noah-Levi Korth - Sezonul 4, 2016: Lukas Janisch - Sezonul 5, 2017: Sofie Thomas - Sezonul 6, 2018: Sezon viitor | În prezent - Mark Forster (3–) - Nena și Larissa Kerner (5–) - Max Giesinger (6–) În trecut - Tim Bendzko (1) - Henning Wehland (1–2) - Johannes Strate (2–3) - Lena Meyer-Landrut (1–4) - Sascha Schmitz (4–5) | În prezent - Thore Schölermann - Debbie Schippers (5–) - Jonas Ems (în culise, 5–) În trecut - Aline von Drateln (în culise, 1) - Marc van Velzen (în culise, 1–3) - Nela Lee (în culise, 2) - Chantal Janzen (în culise, 3–4) - Noah-Levi Korth (în culise, 4) |
| Grecia · Cipru | The Voice of Greece[H] Vocea Greciei | În prezent - Skai TV (3–) sit web - Sigma TV (3–) În trecut - ANT1 (1–2)                                                     | - Sezonul 1, 2014: Maria Elena Kyriakou - Sezonul 2, 2015: Kostas Ageris - Sezonul 3, 2016–17: Giannis Margaris - Sezonul 4, 2017: Sezon curent | În prezent - Sakis Rouvas (3–) - Elena Paparizou (3–) - Kostis Maraveyas (3–) - Panos Mouzourakis (3–) În trecut - Antonis Remos (1–2) - Despina Vandi (1–2) - Melina Aslanidou (1–2) - Michalis Kouinelis (1–2) | În prezent - Giorgos Kapoutzidis (3–) - Laura Narjes (în culise, 4–) În trecut - Yiorgos Liagkas (1–2) - Themis Georgantas (în culise, 1–2) - Elena Tsagkrinou (în culise, 3) |
| India | The Voice India Vocea India | Zee TV &TV sit web | - Sezonul 1, 2015: Pawandeep Rajan - Sezonul 2, 2016–17: Farhan Sabir - Sezonul 3, 2018: Sezon viitor | În prezent - Shaan - Neeti Mohan (2–) - Benny Dayal (2–) - Salim Merchant (2–) În trecut - Mika Singh (1) - Sunidhi Chauhan (1) - Himesh Reshammiya (1) | - Karan Tacker - Meet Jain (în culise) |
| India | The Voice India Kids Vocea India Junior | &TV | - Sezonul 1, 2016: Nishtha Sharma - Sezonul 2, 2017–18: Sezon curent | În prezent - Shaan - Papon (2–) - Palak Muchhal (2–) - Himesh Reshammiya (2–) În trecut - Neeti Mohan (1) - Shekhar Ravjiani (1) | - Jay Bhanushali - Sugandha Mishra |
| Indonezia | The Voice Indonesia Vocea Indonezia | În prezent - RCTI (2–) sit web În trecut - Indosiar (1)                                                                      | - Sezonul 1, 2013: Billy Simpson - Sezonul 2, 2016: Mario G. Klau - Sezonul 3, 2018: Sezon viitor | În prezent - Ari Lasso (2–) - Agnez Mo (2–) - Armand Maulana (1, 3–) - Andien (3–) În trecut - Glenn Fredly (1) - Sherina Munaf (1) - Giring Ganesha (1) - Kaka Satriaji (2) - Judika Sihotang (2) | În prezent - Daniel Mananta (2–) În trecut - Darius Sinathriya (1) - Fenita Arie (în culise, 1) - Conchita Caroline (în culise, 1) |
| Indonezia | The Voice Kids Indonesia Vocea Junior Indonezia | Global TV sit web[nefuncțională]                                                                                             | - Sezonul 1, 2016: Christopher Edgar - Sezonul 2, 2017: Sharla Martiza | - Agnez Mo - Bebi Romeo - Muhammad Tulus | - Amanda Omesh - Ersa Mayori (în culise) |
| Irlanda | The Voice of Ireland Vocea Irlandei | RTÉ One sit web | - Sezonul 1, 2012: Pat Byrne - Sezonul 2, 2013: Keith Hanley - Sezonul 3, 2014: Brendan McCahey - Sezonul 4, 2015: Patrick Donoghue - Sezonul 5, 2016: Michael Lawson | - Bressie - Kian Egan - Brian Kennedy (1) - Sharon Corr (1–2) - Jamelia (2–3) - Dolores O'Riordan (3) - Una Healy (4–5) - Rachel Stevens (4–5) | - Kathryn Thomas - Eoghan McDermott (în culise) |
| Islanda | The Voice Ísland Vocea Islanda | Sjónvarp Símans sit web Arhivat în 6 octombrie 2015, la Wayback Machine.                                                     | - Sezonul 1, 2015: Hjörtur Traustason - Sezonul 2, 2016–17: Karitas Harpa Davíðsdóttir | - Helgi Björnsson - Salka Sól Eyfeld - Svala Björgvinsdóttir - Unnsteinn Manuel Stefánsson | - Sigvaldi Kaldalóns - Svavar Örn Svavarsson |
| Israel | The Voice ישראל The Voice Israel Vocea Israel | Canalul 13 Reșet sit web Arhivat în 23 septembrie 2012, la Wayback Machine.                                                  | - Sezonul 1, 2012: Kathleen Reiter - Sezonul 2, 2012–13: Lina Mahul - Sezonul 3, 2014: Elkana Marziano - Sezonul 4, 2016–17: Sapir Saban - Sezonul 5, 2018: Sezon viitor | În prezent - Keren Ann (5–) - Asaf Avidan (5–) - Iardena Arazi (5–) - Ahinoam Nini (5–) În trecut - Aviv Gheffen (1–4) - Șlomi Șabat (1–4) - Rami Kleinstein (1) - Sarit Hadad (1–3) - Iuval Banai și Șlomi Braha (2) - Moș Ben-Ari (3) - Miri Mesika (4) - Avraham Tal (4) | În prezent - Mihael Aloni (1–4) - Șlomit Malka (în culise, 4) În trecut - Sivan Klein (în culise, 1) - Mor Silver (în culise, 1–3) |
| Italia · San Marino · Vatican | The Voice of Italy[I] Vocea Italiei | Rai 2 Rai HD sit web | - Sezonul 1, 2013: Elhaida Dani - Sezonul 2, 2014: Cristina Scuccia - Sezonul 3, 2015: Fabio Curto - Sezonul 4, 2016: Alice Paba - Sezonul 5, 2018: Sezon viitor | În prezent - J-Ax (2–3, 5–) - Al Bano (5–) - Nina Zilli (5–) - Cristina Scabbia (5–) În trecut - Riccardo Cocciante (1) - Noemi (1–3) - Piero Pelù (1–3) - Roby și Francesco Facchinetti (3) - Raffaella Carrà (1–2, 4) - Dolcenera (4) - Emis Killa (4) - Max Pezzali (4) | În prezent - Costantino della Gherardesca (5–) În trecut - Fabio Troiano (1) - Carolina di Domenico (în culise, 1) - Valentina Correani (în culise, 2–3) - Federico Russo (2–4) - Alessandra Angeli (în culise, 4) |
| Kazahstan | În prezent - Голос Казахстана (rusă, 4–) Golos Kazahstana Vocea Kazahstanului În trecut - Қазақстан Дауысы (kazahă, 1–3) Qazaqstan Dauăsă Vocea Kazahstanului | În prezent - Pervîi Kanal Evrazia (4–) sit web În trecut - Kazahstan (1–3)                                                   | - Sezonul 1, 2013–14: Șaharizat Seidahmet - Sezonul 2, 2014–15: Bauărjan Retbaev - Sezonul 3, 2015: Murat Hairolda - Sezonul 4, 2016–17: Dinmuhammed Dauletov - Sezonul 5, 2017–18: Sezon viitor | În prezent - Ali Okapov (4–) - Eva Becer (4–) - Nurlan Abdullin (4–) - Janna Orănbasarova (4–) În trecut - Medeu Arănbaev (1–2) - Nurlan Alban (1–3) - Almas Kișkenbaev (1–3) - Madina Sadukasova (1–3) - Rustem Nurjighit (3) | În prezent - Cinghiz Kapin (4–) În trecut - Azamat Satăbaldă (1–3) |
| Kazahstan | Голос Дети Казахстана (rusă) Golos Deti Kazahstana Vocea Copiilor Kazahstanului                                                                               | Pervîi Kanal Evrazia sit web Arhivat în 18 decembrie 2016, la Wayback Machine.                                               | - Sezonul 1, 2017: Daniil Iun - Sezonul 2, 2018: Sezon viitor | - Ali Okapov - Eva Becer - Janna Orănbasarova | - Cinghiz Kapin |
| Lituania | Lietuvos Balsas Vocea Lituaniei | LNK sit web Arhivat în 27 noiembrie 2015, la Wayback Machine.                                                                | - Sezonul 1, 2012: Julija Jegorova - Sezonul 2, 2013–14: Paulius Bagdanavičius - Sezonul 3, 2014–15: Justina Budaitė - Sezonul 4, 2015–16: Kotryna Juodzevičiūtė - Sezonul 5, 2017–18: Sezon curent | În prezent - Donatas Montvydas (2–) - Leon Somov (5–) - Džordana Butkutė (5–) - Inga Jankauskaitė (5–) În trecut - Violeta Tarasovienė (1) - Egidijus Sipavičius (1) - Jurgis Didžiulis și Erica Jennings (1) - Merūnas Vitulskis (1–3) - Katažina Nemycko (2–3) - Arūnas Valinskas și Inga Valinskienė (2–3) - Rūta Ščiogolevaitė (4) - Aleksandras Ivanauskas-Fara (4) - Renata Norvilė și Deivis Norvilas (4)                                  | În prezent - Rolandas Mackevičius (4–) - Agnė Juškėnaitė (în culise, 4–) În trecut - Vytautas Rumšas Jr. (1) - Žygimantas Barysas (în culise, 1) - Inga Jankauskaitė (2–3) - Rolandas Vilkončius (2–3) - Jonas Nainys (4) |
| Lumea arabă Algeria Arabia Saudită Bahrain Comore Djibouti Egipt Emiratele Arabe Unite Iordania Irak Kuweit Liban Libia Maroc Mauritania Oman Qatar Siria Somalia Sudan Tunisia Yemen | The Voice – أحلى صوت Vocea – Cea mai bună voce | MBC1 LBCI sit web | - Sezonul 1, 2012: Mourad Bouriki - Sezonul 2, 2013–14: Sattar Saad - Sezonul 3, 2015: Nedaa Sharara - Sezonul 4, 2018: Sezon viitor | În prezent - Assi El Helani - Elissa (4–) - Nawal El Kuwaitia (4–) - Mohamed Hamaki (4–) În trecut - Sherine (1–3) - Saber Rebaï (1–3) - Kazem al-Saher (1–3) | În prezent - Nardine Farag (4–) - Badr Al Zaidan (în culise, 4–) În trecut - Arwa Goudeh (1) - Mohammad Kareem (1–2) - Nadine Njeim (în culise, 1–2) - Aimée Sayah (2–3) - Moamen Nour (în culise, 3) |
| Lumea arabă Algeria Arabia Saudită Bahrain Comore Djibouti Egipt Emiratele Arabe Unite Iordania Irak Kuweit Liban Libia Maroc Mauritania Oman Qatar Siria Somalia Sudan Tunisia Yemen | The Voice Kids – أحلى صوت Vocea Junior – Cea mai bună voce | MBC1 LBCI sit web | - Sezonul 1, 2016: Lynn Hayek - Sezonul 2, 2017–18: Sezon curent | - Nancy Ajram - Tamer Hosny - Kazem al-Saher | În prezent - Nardine Farag (2–) - Badr Al Zaidan (2–) În trecut - Aimée Sayah (1) - Moamen Nour (1) |
| Malaezia · Singapore | The Voice | - Astro AEC sit web - StarHub TV, E City                                                                                     | - Sezonul 1, 2017: Sezon curent | - Sky Wu - Ding Dang - Hanjin Tan - Gary Chaw | - Siow Hui Mei - Wong Woon Hong |
| Mexic · Costa Rica · El Salvador · Guatemala · Honduras · Nicaragua | La Voz... México Vocea... Mexic | Las Estrellas sit web | - Sezonul 1, 2011: Oscar Cruz - Sezonul 2, 2012: Luz María - Sezonul 3, 2013: Marcos Razo - Sezonul 4, 2014: Guido Rochin - Sezonul 5, 2016: Yuliana Martínez - Sezonul 6, 2017: Sezon curent | În prezent - Laura Pausini (4, 6–) - Yuri (4, 6–) - Maluma (6–) - Carlos Vives (6–) În trecut - Lucero (1) - Aleks Syntek (1) - Espinoza Paz (1) - Alejandro Sanz (1, 5) - Beto Cuevas (2) - Miguel Bosé (2) - Jenni Rivera (2) - Paulina Rubio (2) - David Bisbal (3) - Marco Antonio Solis (3) - Wisin & Yandel (3) - Alejandra Guzmán (3) - Ricky Martin (4) - Julión Álvarez (4) - J Balvin (5) - Gloria Trevi (5) - Los Tigres del Norte (5) | În prezent - Jacqueline Bracamontes (2–) - Odalys Ramírez (în culise, 6–) În trecut - Mark Tacher (1) - Cynthia Urías (în culise, 1–2) - Lidia Ávila (în culise, 3) - Paty Cantú (în culise, 4) - Natália Téllez (în culise, 5) |
| Mexic · Costa Rica · El Salvador · Guatemala · Honduras · Nicaragua | La Voz Kids Vocea Junior | Las Estrellas sit web | - Sezonul 1, 2017: Eduardo Barba - Sezonul 2, 2018: Sezon viitor | - Maluma - Rosario Flores - Emmanuel și Mijares | - Yuri - Olivia Peralta (în culise) |
| Mongolia | The Voice of Mongolia Vocea Mongoliei | Mongol TV sit web Arhivat în 4 februarie 2018, la Wayback Machine.                                                           | - Sezonul 1, 2018: Sezon viitor | - S. Ononbat - D. Ulambayar - Bold Dorjsuren - Dambyn Otgonbayar | |
| Myanmar | The Voice Myanmar Vocea Myanmar | MRTV-4 | - Sezonul 1, 2018: Sezon viitor | | |
| Nigeria | The Voice Nigeria Vocea Nigeria | Africa Magic sit web[nefuncțională]                                                                                          | - Sezonul 1, 2016: A'rese - Sezonul 2, 2017: Idyl - Sezonul 3, 2018: Sezon viitor | În prezent - Waje - Patoranking - Timi Dakolo - Yemi Alade (2–) În trecut - 2face Idibia (1) | - Ik Osakioduwa - Stephanie Coker (în culise) |
| Norvegia | The Voice – Norges beste stemme Vocea – Cea mai bună voce a Norvegiei                                                                                         | TV2 sit web | - Sezonul 1, 2012: Martin Halla - Sezonul 2, 2013: Knut Marius - Sezonul 3, 2015: Yvonne Nordvik Sivertsen - Sezonul 4, 2017: Thomas Løseth | În prezent - Yosef Wolde-Mariam (1, 3–) - Lene Marlin (4–) - Morten Harket (4–) - Martin Danielle (4–) În trecut - Magne Furuholmen (1) - Sondre Lerche (1–3) - Hanne Sørvaag (1, 3) - Tommy Tee (2) - Lene Nystrøm (2) - Espen Lind (2–3) | În prezent - Øyvind Mund În trecut - Maria Bodøgaard (în culise, 1–3) |
| Pakistan | The Voice Pakistan Vocea Pakistan | Urdu1 | - Sezonul 1, 2018: Sezon viitor | | |
| Paraguay | La Voz... Paraguay Vocea... Paraguay | Telefuturo | - Sezonul 1, 2018: Sezon viitor | - Fey - Celso Duarte - Ricardo Arjona - Soledad Pastorutti | |
| Peru | La Voz Perú Vocea Peru | Latina Televisión sit web | - Sezonul 1, 2013: Daniel Lazo - Sezonul 2, 2014: Ruby Palomino - Sezonul 3, 2015: Yamilet de la Jara | - Eva Ayllón - Kalimba (1–2) - Jerry Rivera (1–2) - José Luis Rodríguez González (1–2) - Álex Lora (3) - Luis Enrique (3) - Gian Marco Zignago (3) | - Diego Ubierna - Cristian Rivero |
| Peru | La Voz Kids Vocea Junior | Latina Televisión sit web | - Sezonul 1, 2014: Amy Gutiérrez - Sezonul 2, 2015: Sofía Hernández - Sezonul 3, 2016: Nicolás Parra | - Anna Carina - Eva Ayllón - Kalimba (1–2) - Luis Enrique (3) | - Cristian Rivero - Almendra Gomelsky |
| Polonia | The Voice of Poland Vocea Poloniei | TVP2 sit web | - Sezonul 1, 2011: Damian Ukeje - Sezonul 2, 2013: Natalia Sikora - Sezonul 3, 2013: Mateusz Ziółko - Sezonul 4, 2014: Juan Carlos Cano - Sezonul 5, 2014: Aleksandra Nizio - Sezonul 6, 2015: Krzysztof Iwaneczko - Sezonul 7, 2016: Mateusz Grędziński - Sezonul 8, 2017: Marta Gałuszewska - Sezonul 9, 2018: Sezon viitor | În prezent - Tomson & Baron (2–) - Maria Sadowska (3–4, 6–) - Andrzej Piaseczny (1, 6–) - Michał Szpak (8–) În trecut - Kayah (1) - Nergal (1) - Ania Dąbrowska (1) - Patrycja Markowska (2) - Marek Piekarczyk (2–5) - Justyna Steczkowska (2, 4–5) - Edyta Górniak (3, 5–6) - Natalia Kukulska (7) | În prezent - Tomasz Kammel (2–) - Barbara Kurdej-Szatan (7–) - Maciej Musiał (în culise, 2–) - Marcelina Zawadzka (în culise, 8–) - Marta Siurnik (în culise, 3–) - Łukasz Jakóbiak (în culise, 7–) - Krzysztof Jankowski (în culise, 7–) În trecut - Hubert Urbański (1) - Mateusz Szymkowiak (în culise, 1) - Magdalena Mielcarz (1, 5) - Marika (2–4) - Halina Mlynkova (6) |
| Polonia | The Voice Kids Vocea Junior | TVP2 sit web | - Sezonul 1, 2018: Sezon viitor | - Edyta Górniak - Tomson & Baron - Dawid Kwiatkowski | - Tomasz Kammel - Adam Zdrójkowski - Barbara Kurdej-Szatan |
| Portugalia | În prezent - The Voice Portugal (2–) Vocea Portugalia În trecut - A Voz de Portugal (1) Vocea Portugaliei                                                     | RTP1 sit web | - Sezonul 1, 2011–12: Denis Filipe - Sezonul 2, 2014: Rui Drumond - Sezonul 3, 2015–16: Deolinda Kinzimba - Sezonul 4, 2016: Fernando Daniel - Sezonul 5, 2017: Sezon curent | În prezent - Marisa Liz (2–) - Anselmo Ralph (2–) - Mickael Carreira (2–) - Aurea (3–) În trecut - Anjos (1) - Mia Rose (1) - Paulo Gonzo (1) - Rui Reininho (1–2) | În prezent - Catarina Furtado - Vasco Palmeirim (2–) - Jani Gabriel (în culise, 3–) În trecut - Diogo Beja (în culise, 1–2) - Pedro Fernandes (în culise, 2) - Laura Figueiredo (în culise, 2) - Mariana Monteiro (în culise, 2) |
| Portugalia | The Voice Kids Vocea Junior | RTP1 sit web | - Sezonul 1, 2014: Diogo Garcia - Sezonul 2, 2018: Sezon viitor | În prezent - Raquel Tavares - Aurea (2–) - Diogo Piçarra (2–) În trecut - Anselmo Ralph (1) - Daniela Mercury (1) | - Vasco Palmeirim - Mariana Monteiro - Rui Pêgo (în culise, 1) |
| Regatul Unit | The Voice UK Vocea Regatul Unit | În prezent - ITV (6–) sit web În trecut - BBC One (1–5) sit web                                                              | - Sezonul 1, 2012: Leanne Mitchell - Sezonul 2, 2013: Andrea Begley - Sezonul 3, 2014: Jermain Jackman - Sezonul 4, 2015: Stevie McCrorie - Sezonul 5, 2016: Kevin Simm - Sezonul 6, 2017: Mo Adeniran - Sezonul 7, 2018: Sezon viitor | În prezent - will.i.am - Tom Jones (1–4, 6–) - Jennifer Hudson (6–) - Olly Murs (7–) În trecut - Danny O'Donoghue (1–2) - Jessie J (1–2) - Kylie Minogue (3) - Ricky Wilson (3–5) - Rita Ora (4) - Boy George (5) - Paloma Faith (5) - Gavin Rossdale (6) | În prezent - Emma Willis (3–) - Jamie Miller (în culise, 7–) În trecut - Reggie Yates (1–2) - Holly Willoughby (1–2) - Marvin Humes (3–5) - Cel Spellman (în culise, 6) |
| Regatul Unit | The Voice Kids Vocea Junior | ITV sit web | - Sezonul 1, 2017: Jess Folley - Sezonul 2, 2018: Sezon viitor | - will.i.am - Pixie Lott - Danny Jones | - Emma Willis - Cel Spellman |
| România · Republica Moldova | Vocea României[J] | Pro TV Pro TV Chișinău sit web                                                                                               | - Sezonul 1, 2011: Ștefan Stan - Sezonul 2, 2012: Julie Mayaya - Sezonul 3, 2013: Mihai Chițu - Sezonul 4, 2014: Tiberiu Albu - Sezonul 5, 2015: Cristina Bălan - Sezonul 6, 2016: Teodora Buciu - Sezonul 7, 2017: Ana Munteanu - Sezonul 8, 2018: Bogdan Ioan | În prezent - Smiley (1-) - Irina Rimes (8-) - Tudor Chirilă (4–) - Andra (8–) În trecut - Horia Brenciu (1–3) - Marius Moga (1–6) - Loredana Groza (1-7) - Adrian Despot (7) | În prezent - Pavel Bartoș - Lili Sandu (în culise, 6–) În trecut - Roxana Ionescu (1) - Nicoleta Luciu (2–3) - Vlad Roșca (în culise, 1–3) - Oana Tache (în culise, 4–5) |
| România · Republica Moldova | Vocea României Junior | Pro TV Pro TV Chișinău sit web                                                                                               | - Sezonul 1, 2017: Maia Mălăncuș - Sezonul 2, 2018: Maya Ciosa | - Andra - Marius Moga - Inna | - Mihai Bobonete - Robert Tudor |
| Rusia | Голос Golos Vocea | Pervîi Kanal sit web | - Sezonul 1, 2012: Dina Garipova - Sezonul 2, 2013: Serghei Volcikov - Sezonul 3, 2014: Alexandra Vorobiova - Sezonul 4, 2015: Ieromonahul Photios - Sezonul 5, 2016: Daria Antoniuk - Sezonul 6, 2017: Sezon curent | În prezent - Dima Bilan (1–3, 5–) - Leonid Agutin (1–3, 5–) - Pelagheia (1–3, 6–) - Aleksandr Gradski (1–4, 6–) În trecut - Basta (4) - Grigori Leps (4–5) - Polina Gagarina (4–5) | - Dmitri Naghiev |
| Rusia | Голос. Дети Golos. Deti Vocea. Copii | Pervîi Kanal sit web | - Sezonul 1, 2014: Alisa Kojikina - Sezonul 2, 2015: Sabina Mustaeva - Sezonul 3, 2016: Daniil Plujnikov - Sezonul 4, 2017: Elizaveta Kaciurak - Sezonul 5, 2018: Sezon curent | În prezent - Dima Bilan - Niușa (4–) - Valeri Meladze (4–) În trecut - Maxim Fadeev (1–2) - Pelagheia (1–3) - Leonid Agutin (3) | În prezent - Dmitri Naghiev - Svetlana Zeinalova (4–) În trecut - Natalia Vodianova (1) - Anastasia Cevajevskaia (2) - Valeria Lanskaia (3) |
| Slovenia | The Voice Slovenija Vocea Slovenia | POP TV | - Sezonul 1, 2018: Sezon viitor | | |
| Spania · Andorra | La voz[K] Vocea | Telecinco sit web | - Sezonul 1, 2012: Rafa Blas - Sezonul 2, 2013: David Barrull - Sezonul 3, 2015: Antonio José Sánchez - Sezonul 4, 2016: Irene Caruncho - Sezonul 5, 2017: Sezon viitor | În prezent - Malú - Manuel Carrasco (4–) - Juanes (5–) - Pablo López (5–) În trecut - David Bisbal (1–2) - Rosario Flores (1–2) - Melendi (1, 4) - Antonio Orozco (2–3) - Laura Pausini (3) - Alejandro Sanz (3–4) | - Jesús Vázquez - Tania Llasera (în culise) |
| Spania · Andorra | La voz Kids Vocea Junior | Telecinco sit web | - Sezonul 1, 2014: María Parrado - Sezonul 2, 2015: José María Ruiz - Sezonul 3, 2017: Rocío Aguilar - Sezonul 4, 2018: Sezon viitor | În prezent - Rosario Flores - Antonio Orozco (3–) - Melendi (4–) În trecut - David Bisbal (1–3) - Malú (1) - Manuel Carrasco (2) | - Jesús Vázquez - Tania Llasera (în culise) |
| - Statele Unite - Antigua și Barbuda - Bahamas - Barbados - Canada (mai puțin Québec) - Jamaica - Sfântul Cristofor și Nevis - Sfântul Vicențiu și Grenadinele - Trinidad și Tobago | The Voice[L] (engleză) Vocea | NBC CTV sit web | - Sezonul 1, 2011: Javier Colon - Sezonul 2, 2012: Jermaine Paul - Sezonul 3, 2013: Cassadee Pope - Sezonul 4, 2013: Danielle Bradbery - Sezonul 5, 2013: Tessanne Chin - Sezonul 6, 2014: Josh Kaufman - Sezonul 7, 2014: Craig Wayne Boyd - Sezonul 8, 2015: Sawyer Fredericks - Sezonul 9, 2015: Jordan Smith - Sezonul 10, 2016: Alisan Porter - Sezonul 11, 2016: Sundance Head - Sezonul 12, 2017: Chris Blue - Sezonul 13, 2017: Sezon curent | În prezent - Adam Levine - Blake Shelton - Miley Cyrus (11, 13–) - Jennifer Hudson (13–) În trecut - Cee Lo Green (1–3, 5) - Usher (4, 6) - Shakira (4, 6) - Christina Aguilera (1–3, 5, 8, 10) - Pharrell Williams (7–10) - Gwen Stefani (7, 9, 12) - Alicia Keys (11–12) | În prezent - Carson Daly În trecut - Alison Haislip (în culise, 1) - Christina Milian (în culise, 2–4) |
| - Statele Unite - Antigua și Barbuda - Bahamas - Barbados - Canada (mai puțin Québec) - Jamaica - Sfântul Cristofor și Nevis - Sfântul Vicențiu și Grenadinele - Trinidad și Tobago | La Voz Kids (spaniolă) Vocea Junior | Telemundo sit web | - Sezonul 1, 2013: Paola Guanche - Sezonul 2, 2014: Amanda Mena - Sezonul 3, 2015: Jonael Santiago - Sezonul 4, 2016: Christopher Rivera - Sezonul 5, 2018: Sezon viitor | În prezent - Natalia Jiménez (2–) - Daddy Yankee (3–) - Pedro Fernández (3–) În trecut - Paulina Rubio (1) - Prince Royce (1–2) - Roberto Tapia (1–2) | În prezent - Jorge Bernal - Paty Manterola (4–) În trecut - Daisy Fuentes (1–3) |
| Suedia | The Voice Sverige Vocea Suedia | TV4 sit web Arhivat în 4 mai 2013, la Wayback Machine.                                                                       | - Sezonul 1, 2012: Ulf Nilsson | - Petter - Ola Salo - Magnus Uggla - Carola Häggkvist | - Carina Berg - Simona Abraham (în culise) |
| Thailanda | The Voice เสียงจริงตัวจริง | Channel 3 3 HD True 4U sit web Arhivat în 29 august 2013, la Wayback Machine.                                                | - Sezonul 1, 2012: Thanon Chamroen - Sezonul 2, 2013: Rangsan Panyaruen - Sezonul 3, 2014: Somsak Rinnairak - Sezonul 4, 2015: Thittinan Aonpan - Sezonul 5, 2016–17: Siphum Bencharat - Sezonul 6, 2017–18: Sezon curent | În prezent - Joey Boy - Kong Saharat - Singto Numchok (4–) - Da Endorphine (5–) În trecut - Stamp Apiwat (1–3) - Jennifer Kim (1–4) | - Songsit Rungnopakunsi - Rinlanee Sripen (în culise, 2–) |
| Thailanda | The Voice Kids Vocea Junior | Channel 3 3 HD True 4U sit web Arhivat în 29 august 2013, la Wayback Machine.                                                | - Sezonul 1, 2013: Kuljira Tongkham - Sezonul 2, 2014: Pornsawun Yanvaro - Sezonul 3, 2015: Natharika Phetfu - Sezonul 4, 2016: Jedsada Sukharom - Sezonul 5, 2017: Siripong Srisukha - Sezonul 6, 2018: Sezon viitor | În prezent - Lula (4–) - Tik Shito (4–) - Rudklao Amratisha (4–) În trecut - Two Popetorn (1) - Zani Nipaporn (1–3) - Parn Thanaporn (1–3) - Sumet & The Punk (2–3) | - Rinlanee Sripen - Songsit Rungnopakunsi |
| Turcia | O Ses Türkiye Vocea Turcia | În prezent - TV8 (4–) sit web În trecut - Show TV (1) - Star TV (2–3)                                                        | - Sezonul 1, 2011–12: Oğuz Berkay Fidan - Sezonul 2, 2012–13: Mustafa Bozkurt - Sezonul 3, 2013–14: Hasan Doğru - Sezonul 4, 2014–15: Elnur Hüseynov - Sezonul 5, 2015–16: Emre Sertkaya - Sezonul 6, 2016–17: Dodan Özer - Sezonul 7, 2017–18: Sezon curent | În prezent - Hadise - Murat Boz (1–3, 5–) - Gökhan Özoğuz (solo, 3–4, 7–) - Yıldız Tilbe (7–) În trecut - Hülya Avşar (1–2) - Mustafa Sandal (1–2) - Mazhar Alanson și Özkan Uğur (4) - Ebru Gündeş (3–5) - Gökhan și Hakan Özoğuz (duo, 5–6) - Sibel Can (6) | - Acun Ilıcalı |
| Turcia | O Ses Çocuklar Vocea Copii | În prezent - TV8 (2–) sit web În trecut - Star TV (1)                                                                        | - Sezonul 1, 2014: Şahin Kendirci - Sezonul 2, 2015: Bade Karakoç - Sezonul 3, 2016: Sezon întrerupt - Sezonul 4, 2018: Sezon viitor | În prezent - Hadise - Oğuzhan Koç (2–) - Burak Kut (3–) În trecut - Murat Boz (1–2) - Mustafa Ceceli (1–2) | În prezent - Jess Molho În trecut - Sinem Yalçınkaya (în culise, 1) - Zeynep Dörtkardeşler (în culise, 2–3) |
| Țările de Jos | The Voice of Holland Vocea Olandei | RTL 4 sit web Arhivat în 4 august 2012, la Wayback Machine.                                                                  | - Sezonul 1, 2010–11: Ben Saunders - Sezonul 2, 2011–12: Iris Kroes - Sezonul 3, 2012: Leona Philippo - Sezonul 4, 2013: Julia van der Toorn - Sezonul 5, 2014: O'G3NE - Sezonul 6, 2015–16: Maan de Steenwinkel - Sezonul 7, 2016–17: Pleun Bierbooms - Sezonul 8, 2017: Sezon viitor | În prezent - Ali B (4–) - Sanne Hans (6–) - Waylon (7–) - Anouk (6, 8–) În trecut - Jeroen van der Boom (1) - Angela Groothuizen (1–2) - Nick & Simon (1–3) - Roel van Velzen (1–3) - Trijntje Oosterhuis (3–5) - Ilse DeLange (4–5) - Marco Borsato (2–6) - Guus Meeuwis (7) | În prezent - Martijn Krabbé - Wendy van Dijk - Jamai Loman (în culise, 5–) În trecut - Winston Gerschtanowitz (în culise, 1–4) |
| Țările de Jos | The Voice Kids Vocea Junior | RTL 4 sit web Arhivat în 4 august 2012, la Wayback Machine.                                                                  | - Sezonul 1, 2012: Fabiënne Bergmans - Sezonul 2, 2013: Laura van Kaam - Sezonul 3, 2014: Ayoub Maach - Sezonul 4, 2015: Lucas van Roekel - Sezonul 5, 2016: Ésmée Schreurs - Sezonul 6, 2017: Iris Verhoek - Sezonul 7, 2018: Sezon viitor | În prezent - Marco Borsato - Ali B (5–) - Ilse DeLange (5–) În trecut - Angela Groothuizen (1–4) - Nick & Simon (1–4) | - Martijn Krabbé - Wendy van Dijk |
| Țările de Jos | The Voice Senior Vocea Senior | RTL 4 sit web Arhivat în 4 august 2012, la Wayback Machine.                                                                  | - Sezonul 1, 2018: Sezon viitor | - Ali B - Ilse DeLange - Marco Borsato | - Martijn Krabbé - Wendy van Dijk |
| Ucraina | Голос країни Holos krainî Vocea țării | 1+1 sit web | - Sezonul 1, 2011: Ivan Hanzera - Sezonul 2, 2012: Pavlo Tabakov - Sezonul 3, 2013: Anna Hodorovska - Sezonul 4, 2014: Ihor Hrohoțki - Sezonul 5, 2015: Anton Kopîtin - Sezonul 6, 2016: Vitalina Musiienko - Sezonul 7, 2017: Oleksandr Klîmenko - Sezonul 8, 2018: Sezon viitor | În prezent - Tina Karol (3, 5–) - Potap (5–) - Serghei Babkin (7–) - Djamala (7–) În trecut - Ruslana (1) - Stas Pieha (1) - Diana Arbenina (1–2) - Valeria (2) - Oleh Skrîpka (2–3) - Ani Lorak (4) - Serghei Lazarev (4) - Tamara Gverdțiteli (4) - Olexandr Ponomariov (1–3, 5) - Sveatoslav Vakarciuk (3–6) - Ivan Dorn (6) | În prezent - Iuri Horbunov (5–) - Katerîna Osadcea (1–3, 6–) În trecut - Andrii Domanski (1–3) - Olha Freimut (4–5) - Anatolii Anatolici (în culise, 1–3) - Mîkîta Dobrînin (în culise, 1–3) |
| Ucraina | Голос. Діти Holos. Ditî Vocea. Copii | 1+1 sit web | - Sezonul 1, 2012–13: Anea Tkaci - Sezonul 2, 2015: Roman Sasancin - Sezonul 3, 2016: Elina Ivașcenko - Sezonul 4, 2017–18: Sezon curent | În prezent - Dmitro Monatîk (3–) - Natalia Mohîlevska (2, 4–) - Vremea i Steklo (4–) În trecut - Oleh Skrîpka (1) - Svitlana Loboda (1) - Tina Karol (1–3) - Potap (2–3) | În prezent - Katerîna Osadcea - Iuri Horbunov (2–) În trecut - Andrii Domanski (1) |
| Ungaria | The Voice – Magyarország hangja Vocea – Vocea Ungariei | TV2 sit web | - Sezonul 1, 2012–13: Dénes Pál | - Mihály Mező - Tamás Somló - Andrea Malek - Ferenc Molnár | - Tamás Szabó Kimmel - Miklós Bányai (în culise) |
| Vietnam | Giọng hát Việt Vocea Vietnamului | VTV3 sit web | - Sezonul 1, 2012–13: Phạm Thị Hương Tràm - Sezonul 2, 2013: Vũ Thảo My - Sezonul 3, 2015: Nguyễn Đức Phúc - Sezonul 4, 2017: Ali Hoàng Dương - Sezonul 5, 2018: Sezon viitor | În prezent - Thu Minh (1, 4–) - Tóc Tiên (4–) - Đông Nhi (4–) - Noo Phước Thịnh (4–) În trecut - Trần Lập (1) - Hồ Ngọc Hà (1) - Đàm Vĩnh Hưng (1–3) - Mỹ Linh (2) - Hồng Nhung (2) - Quốc Trung (2) - Mỹ Tâm (3) - Tuấn Hưng (3) - Thu Phương (3) | În prezent - Nguyên Khang (4–) - Tim (în culise, 4–) - Đặng Quỳnh Chi (în culise, 4–) În trecut - Phan Anh (1–3) - Phương Mai (în culise, 1) - V.Music band (în culise, 1) - Yumi Dương (în culise, 2) - Phạm Mỹ Linh (în culise, 3) |
| Vietnam | Giọng hát Việt nhí Vocea Vietnamului Junior | VTV3 sit web | - Sezonul 1, 2013: Nguyễn Quang Anh - Sezonul 2, 2014: Nguyễn Thiện Nhân - Sezonul 3, 2015: Trịnh Nguyễn Hồng Minh - Sezonul 4, 2016: Trịnh Nhật Minh - Sezonul 5, 2017: Dương Ngọc Ánh - Sezonul 6, 2018: Sezon viitor | În prezent - Vũ Cát Tường (4–) - Soobin Hoàng Sơn (5–) - Hương Tràm și Tiên Cookie (5–) În trecut - Hiền Thục (1) - Thanh Bùi (1) - Hồ Hoài Anh și Lưu Hương Giang (1–3) - Cẩm Ly (2–3) - Lam Trường (2) - Dương Khắc Linh (3) - Noo Phước Thịnh (4) - Đông Nhi și Ông Cao Thắng (4) | În prezent - Thành Trung (5–) - Đặng Quỳnh Chi (5–) În trecut - Thanh Thảo (1) - Trấn Thành (1) - Thanh Bạch (2–3) - Thanh Duy (în culise, 2) - Jennifer Phạm (în culise, 2) - Hoàng Oanh (în culise, 3) - Ngô Kiến Huy (4) - Chi Pu (în culise, 4) |
| Cuprins | | | | | |
| - AFG - RSA - AFR - ALB - ALG - AND - ANG - ATG - KSA - ARG - ARM - AUS - AZE - BAH - BHR - BAR - BEL-VLG - BEL-WAL - BEN - BRA - BUL - BFA - BDI - CAM - CMR - CAN - CAN-QUE - CZE - CAF - CHI - CHN - CHA - CYP - CIV - COL - COM - CGO - COD - KOR - CRC - CRO - DEN - DJI - ECU - EGY - SLV - SUI - UAE - PHI - FIN - FRA - GAB - GEO - GER - GRE - GUA - GUI - HON - IND - IDN - JOR - IRQ - IRL - ISL - ISR - ITA - JAM - KAZ - KOS - KUW - LIB - LBY - LTU - ARB - LUX - MKD - MAD - MAS - MLI - MAR - MTN - MEX - MDA - MON - MGL - MOZ - MYA - NCA - NIG - NGA - NOR - NZL - OMA - PAK - PAN - PAR - PER - POL - POR - QAT - GBR - ROU - RUS - RWA - SMR - SEN - SKN - VIN - SIN - SYR - SVK - SLO - SOM - ESP - USA - SDN - SWE - THA - TOG - TTO - TUN - TUR - NED - UKR - HUN - VAT - VEN - VIE - YEM | | | | | |